# Le Chanteur sans nom
Le Chanteur sans nom, de son vrai nom Roland Avellis, né le 4 février 1910 à Montreuil-sous-Bois, et mort le 24 mars 1974 à Corbeil-Essonnes, est un chanteur français.
Dans les années 1930, il interprète, anonymement, les succès de l'époque, à la radio. Dans les rues, il rencontre la môme Piaf avec qui il se lie d'amitié. Le 17 février 1936, il apparaît pour la première fois sur scène, portant un masque noir sur le visage afin de perpétuer le mystère.
Il fut l'ami de Charles Aznavour mais aussi l'ami et secrétaire particulier d’Édith Piaf.

## Bande dessinée
La vie de Roland Avellis a été adaptée dans une bande dessinée par Olivier Balez et Arnaud Le Gouëfflec, chez Glénat, Le chanteur sans nom,. Elle a reçu le Prix Bulles Zik en 2011.

## Discographie
- 2005 : Le Chanteur Sans Nom : Ses plus grands succès, éditions Marianne Mélodie
- 2014 : 50 succès essentiels (1935-1945), éditions Marianne Mélodie